# Куме
Куме (на латински: Cumae; на италиански: Cuma, на старогръцки: Κύμη) е античен град в италианския регион Кампания северозападно от Неапол (община Баколи). Куме става прочут като мястото, където пророкува Сибила от Куме. Нейната пещера днес е туристическа атракция. Чрез колонията Куме сред етруските прониква древногръцкото писмо в неговия евбейски вариант, което по-късно се развива в класическата латинска азбука.

## История
Името произлиза вероятно от гръцкия град Кими на Евбея, но евентуално и от гръцката дума κῦμα (kyma) „вълна̀“ (заради вълнообразния силует на полуострова, на който се намира градът).
Куме е основан около 750 пр.н.е. от гръцки колонисти от Халкида и Еретрия (древногръцки полиси на Евбея) и е първата гръцка колония в Италия. Местните италийски племена наричат заселниците Граи по името на беотийско племе – от това име произлиза общоиталийското название на елините Graeci, запазено и днес като гърци.
По-късно колонията Куме основава и собствени колонии: Дикеархия и Неаполис.
През 37 пр.н.е. по времето на войната срещу Секст Помпей, Куме се свързва с подземен тунел (Grotta di Cocceio) с езерото Аверно. Тунелът е построен от римския архитект Луций Кокцей Ауктус по заповед на Марк Агрипа, той е дълъг около един километър и достатъчно широк за да преминат едновременно две каруци.
Градът е разрушен през VI век по времето на войната между остготите и Византия.

## Галерия
- Храмът на Юпитер
- Храмът на Аполон
- Храмът на Диана
- Вход към пещерата на Сибила в Куме
- Куменската Сибила в Сикстинската капела